# Lijst van vlaggen van Tanzaniaanse deelgebieden
Dit artikel bevat een lijst van vlaggen van Tanzaniaanse deelgebieden. Tanzania is onderverdeeld in 31 regio's (mkoa), die weer zijn onderverdeeld in districten. De huidige indeling kwam tot stand in 2016, toen Songwe werd afgesplitst van Mbeya.

## Regio's

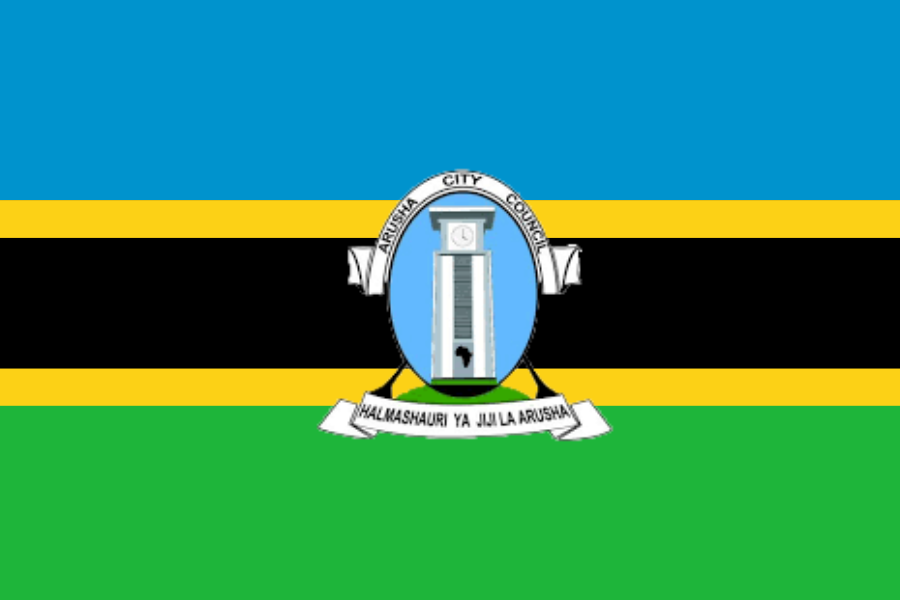
Arusha
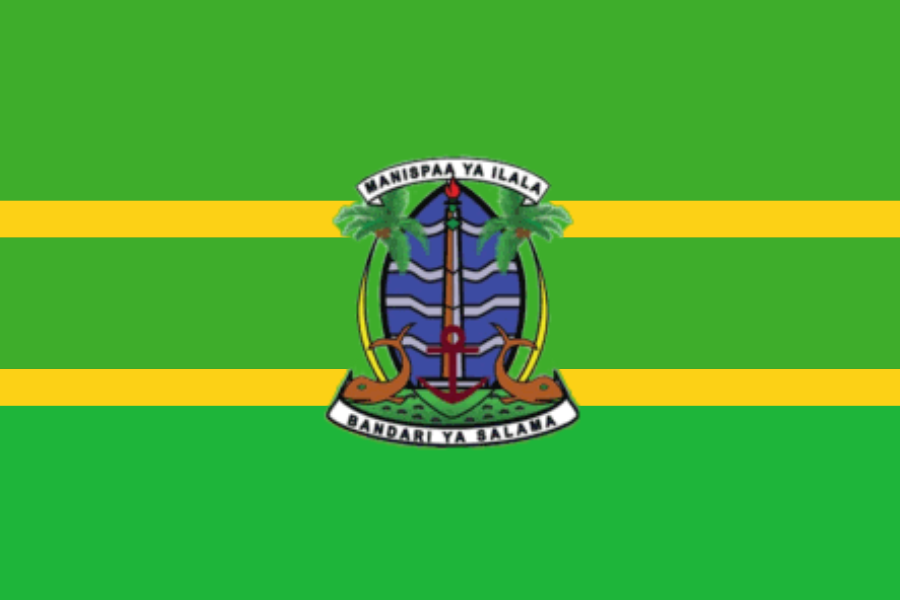
Dar es Salaam
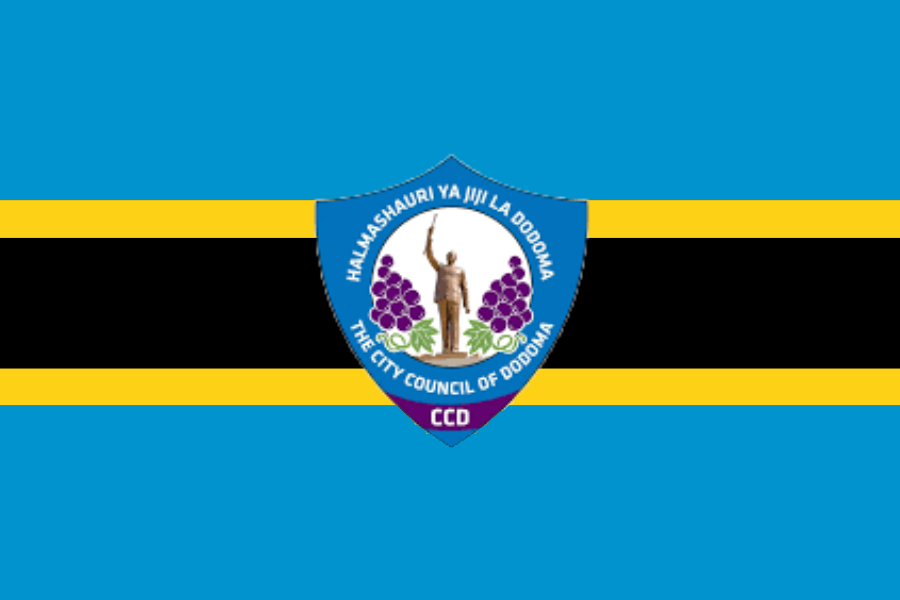
Dodoma
Geita
Iringa
Kagera
Katavi
Kigoma
Kilimanjaro
Lindi
Mara
Manyara
Mbeya
Morogoro
Mtwara
Mwanza
Njombe
Noord-Pemba
Zuid-Pemba
Pwani
Rukwa
Ruvuma
Shinyanga
Simiyu
Singida
Songwe
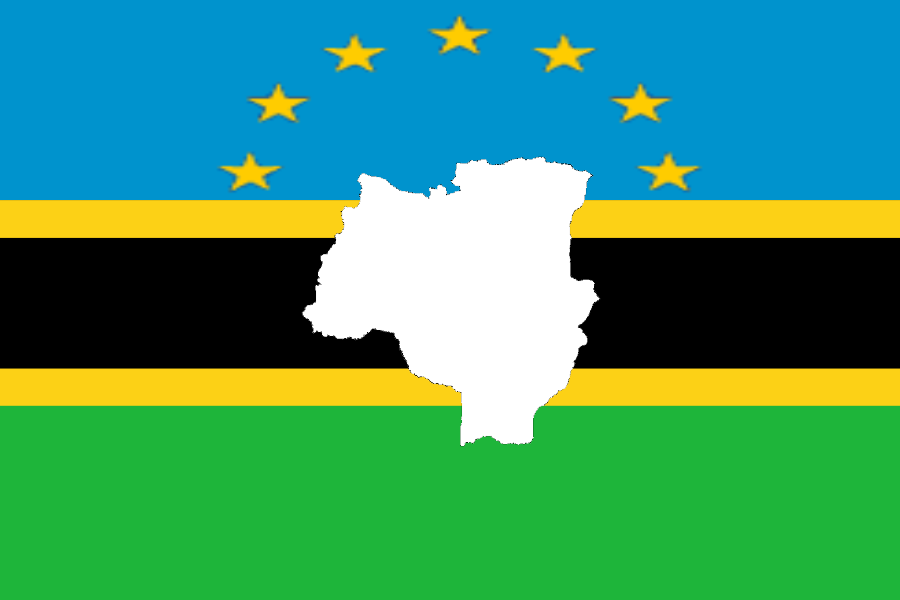
Tabora
Tanga
Centraal- en Zuid-Zanzibar
Noord-Zanzibar
Stedelijk- en West-Zanzibar

## Semiautonoom onderdelen
| Kaart | Deel     | Vlag | Artikel over de vlag | Ratio | Ingebruikname  |
| ----- | -------- | ---- | -------------------- | ----- | -------------- |
|       | Zanzibar |      | Vlag van Zanzibar    | 2:3   | 9 januari 2005 |